# چزاره دانووا
چزاره دانووا (ایتالیایی: Cesare Danova؛ ‏ ۱ مارس ۱۹۲۶ – ۱۹ مارس ۱۹۹۲) یک هنرپیشه اهل ایتالیا بود.

## گزیدهٔ فیلم‌شناسی
- خانه حیوانات (۱۹۷۸)
- خیابان‌های پایین شهر (۱۹۷۳)
- چه! (۱۹۶۹)
- کلئوپاترا (۱۹۶۳)
- تارزان مرد گوریلی (۱۹۵۹)